# ایوگی
ایوگی (انگلیسی: IYogi) شرکت فناوری اطلاعات هندی است، که در سال ۲۰۰۷ تأسیس شد.